# Temple Hill
Temple Hill – wieś w Anglii, w hrabstwie Kent, w dystrykcie Dartford. Leży 29 km na północny zachód od miasta Maidstone i 26 km na wschód od centrum Londynu.